# 古零镇
古零镇，是中华人民共和国广西壮族自治区南宁市马山县下辖的一个乡镇级行政单位。位于马山县东部、大明山北麓，东与上林县西燕、镇圩乡接壤，西与白山镇相靠，南与武鸣县两江镇为邻，北与加方乡、古寨乡相连，镇政府驻地距马山县城22公里。

## 人文地理
古零镇辖区总面积255.49平方公里，耕地面积2775.93公顷，其中水田837.13公顷，旱地1938.8公顷，总人口50705人，居住有汉、壮、瑶、仫佬、侗、黎等六个民族，其中壮族人口占87%。古零镇境内蕴藏有丰富的铁、叶腊石、方解石、滑石矿、高岭土等矿产资源，古零、杨圩两个集市商贸繁荣。当地群众文化体育活动丰富多彩，上级村群众文化基地闻名全区。辖区内的大明山风景区和金伦洞旅游景点享誉区内外。

## 行政区划
古零镇下辖以下地区：
古零村、羊山村、乔老村、古统村、上岭村、新黄村、乐平村、上级村、六合村、安善村、里民村、石丰村、杨圩村和新杨村。